# North Charford
North Charford – wieś w Anglii, w hrabstwie Hampshire. Leży 30 km na zachód od miasta Winchester i 129 km na południowy zachód od Londynu.